# Пате-журнал

Paris-Palaces, 1914 год

«Пате́-журнал» (фр. Pathé-journal, [патэ-журналь]) — регулярно снимавшиеся хроники и восстановленные события, смонтированные на основе документальных кадров, выпускавшиеся фирмой «Пате» с 1908 по 1926 гг. (их выпуск остановлен по причине низкой рентабельности), затем с 1929 г. по инициативе Бернара Натана (фр. Bernard Natan) уже со звуком. Хроники снимались в корреспондентских пунктах, организованных «Пате» во многих странах.

## Филиалы

### В Великобритании
В Великобритании филиал «Пате-журнала» назывался Pathé News и действовал с 1910 по 1970 год. Сейчас архив выпусков, снятых британским филиалом, называется British Pathé. Большинство этих видео оцифрованы и доступны для просмотра.

### В США
Американский филиал отделился от британской компании в 1921 году, обретя самостоятельность в виде Pathé News, Inc. В 1931 году её купила RKO Radio Pictures, а в 1947 году корпорация Warner Bros. приобрела эти кинематографические активы.

### В России
Фирма «Пате» имела сеть филиалов в различных городах Российской империи — в Петербурге, Киеве, Харькове, Варшаве, Одессе и Баку. В филиалы рассылались киносъёмочные аппараты для съёмки местных событий и пополнения хроник «Пате-журнала». Операторы, работавшие в филиалах Пате: Кюнс и Вериго-Доровский (Петербург), Доброжальский, придворный фотограф А. К. Ягельский (Царское Село)[уточнить].
Одесский филиал возглавлял Лев Залкинд.

## Факты
- В Одессе эрудированного человека уважительно называли «Пате-журнал»[3].
- Жермен Дюлак возглавляла «Пате-журнал» в 1930—1940 годах.